# José Antônio Pinheiro Machado
José Antônio Pinheiro Machado (Porto Alegre, 23 de novembro de 1949) é um jornalista, advogado, escritor, culinarista e apresentador de televisão brasileiro. É apresentador do programa Anonymus Gourmet, que era exibido pela TVCOM, Canal Rural e pela RBS TV, a afiliada à Rede Globo no Rio Grande do Sul e que desde 2015, está sendo exibido aos sábados pelo SBT RS. Além de apresentador do programa de culinária na RBS TV, assinava uma coluna semanal no caderno de gastronomia do jornal Zero Hora desde 1999.

## Biografia
Nascido em Porto Alegre, em 23 de novembro de 1949, José Antônio Pinheiro Machado é filho do ex-deputado estadual do Rio Grande do Sul, Antônio Ribas Pinheiro Machado Neto e sobrinho-bisneto do influente político José Gomes Pinheiro Machado. Durante o regime militar no Brasil, Pinheiro Machado foi membro da União Nacional dos Estudantes (UNE), tendo inclusive sido preso junto com outros 700 estudantes durante o Congresso da UNE de 1968, em Ibiúna, no interior do estado de São Paulo. 
Começou a sua carreira no jornalismo em 1969, no jornal Folha da Tarde. Também trabalhou junto com Ruy Carlos Ostermann, na Folha da Manhã. Foi correspondente internacional no Correio do Povo, entre 1972 e 1973, onde cobriu importantes acontecimentos internacionais, como o Mundial de Fórmula 1 de 1972 e a Conferência de Paz do Vietnã de 1973. De volta ao Brasil, começou a se graduar em Direito, no entanto, não abandonou o jornalismo. Teve passagens por outros veículos de imprensa, como as revistas Veja, Placar, Quatro Rodas e o jornal O Estado de S. Paulo. 
De 1979 a 1982, José Antônio Pinheiro Machado passou a ser editor da revista Oitenta, publicada pela L&PM Editores, editora pela qual o seu irmão, Ivan Pinheiro Machado, é um dos sócios-fundadores. Em 1982, criou o personagem Anonymus Gourmet, em seu livro O brasileiro que ganhou o prêmio Nobel - uma aventura de Anonymus Gourmet. Em 1983, foi colunista do jornal Gazeta Mercantil,  em São Paulo. Permaneceu no jornal até 1985, quando passou a ser colunista da revista Playboy até 1990, tendo sido editor-chefe da revista em 1986.
De volta ao Rio Grande do Sul, passou a apresentar o programa RBS Entrevista, exibido pela RBS TV, em 1995. O programa ficou no ar por cinco anos. No mesmo ano, Pinheiro Machado foi convidado pela recém-criada TVCOM para apresentar um programa de culinária na emissora. Em 2003, foi criado o quadro Anonymus Gourmet, dentro do Jornal do Almoço, que devido ao sucesso entre o público, se tornou um programa fixo dentro da grade de programação da emissora. Em 28 de março de 2015, saiu da RBS TV. Em 9 de maio do mesmo ano, passou a apresentar o Anonymus Gourmet no SBT RS.

## Obras
- 1978 - Opinião x censura (livro-reportagem sobre a luta e a morte do jornal Opinião).
- 1982 - O brasileiro que ganhou o prêmio Nobel - uma aventura de Anonymus Gourmet (novela que marca o surgimento do personagem Anonymus Gourmet)
- 1984 - Recuerdos do futuro (novela)
- 1987 - Meio século de Correio do Povo (livro-reportagem com entrevista do jornalista Breno Caldas)
- 1992 - Enciclopédia das mulheres (contos)
- 1994 - Copos de cristal (crônicas)
- 1995 - Receitas escolhidas do Anonymus Gourmet
- 1998 - Anonymus Gourmet receitas e comentários
- 2000 - 233 receitas do Anonymus Gourmet
- 2001 - Novas receitas do Anonymus Gourmet
- 2002 - Mais receitas do Anonymus Gourmet
- 2002 - Histórias de cama e mesa (crônicas e ensaios);
- 2002 - Comer bem sem culpa (com Iotti e Dr. Fernando Lucchese)
- 2003 - Cozinha sem segredos
- 2003 - A boa mesa com sotaque italiano (com Iotti)
- 2004 - 200 receitas do Anonymus Gourmet
- 2004 - Na mesa ninguém envelhece (crônicas, vencedor do Prêmio Açorianos)
- 2005 - Voltaremos!
- 2005 - Dieta mediterrânea (com Dr. Lucchese)